# Ворожбянский сельский совет (Лебединский район)
Ворожбянский сельский совет (укр. Ворожбянська сільська рада) — входит в состав
Лебединского района
Сумской области
Украины.
Административный центр сельского совета находится в 
с. Ворожба
.

## Населённые пункты совета
- с. Ворожба
- с. Басовщина
- с. Валки
- с. Даценковка
- с. Кердылевщина
- с. Лифино
- с. Лободовщина
- с. Патриотовка
- с. Песковка
- с. Староново
- с. Ступки
- с. Хильковое
- с. Червоное

## Ликвидированные населённые пункты совета
- с. Петренково